# Mistrovství světa ve fotbale 2010 (soupisky)
Soupisky na Mistrovství světa ve fotbale 2010, které se hrálo v Jihoafrické republice.
| Zlato                | Stříbro               | Bronz              |
| -------------------- | --------------------- | ------------------ |
| Španělsko • Soupiska | Nizozemsko • Soupiska | Německo • Soupiska |

## Skupina A

### Jihoafrická republika
Hlavní trenér:  Carlos Alberto Parreira

| Jméno                  | Datum narození     | Klub                 |
| Brankáři               | Brankáři           | Brankáři             |
| ---------------------- | ------------------ | -------------------- |
| Moeneeb Josephs        | 19. května 1980    | Orlando Pirates      |
| Shu-Aib Walters        | 26. prosince 1981  | Maritzburg United    |
| Itumeleng Khune        | 20. června 1987    | Kaizer Chiefs FC     |
| Obránci                |                    |                      |
| Siboniso Gaxa          | 6. dubna 1984      | Mamelodi Sundowns FC |
| Tsepo Masilela         | 5. května 1985     | Makabi Haifa FC      |
| Aaron Mokoena -        | 25. listopadu 1980 | Portsmouth FC        |
| Anele Ngcongca         | 21. října 1987     | KRC Genk             |
| Matthew Booth          | 14. března 1977    | Mamelodi Sundowns FC |
| Lucas Thwala           | 19. října 1981     | Orlando Pirates      |
| Bongani Khumalo        | 6. ledna 1987      | Supersport United FC |
| Siyabonga Sangweni     | 29. září 1981      | Golden Arrows        |
| Záložníci              |                    |                      |
| MacBeth Sibaya         | 25. listopadu 1977 | FK Rubin Kazaň       |
| Lance Davids           | 11. dubna 1985     | Ajax Cape Town FC    |
| Siphiwe Tshabalala     | 25. září 1984      | Kaizer Chiefs FC     |
| Steven Pienaar         | 17. března 1982    | Everton FC           |
| Teko Modise            | 22. prosince 1982  | Orlando Pirates      |
| Reneilwe Letsholonyane | 24. listopadu 1984 | Kaizer Chiefs FC     |
| Kagisho Dikgacoi       | 30. srpna 1984     | Fulham FC            |
| Surprise Moriri        | 20. března 1980    | Mamelodi Sundowns FC |
| Thanduyise Khuboni     | 23. května 1986    | Golden Arrows        |
| Útočníci               |                    |                      |
| Katlego Mphela         | 29. listopadu 1984 | Mamelodi Sundowns FC |
| Bernard Parker         | 16. března 1986    | FC Twente            |
| Siyabonga Nomvethe     | 2. prosince 1977   | Moroka Swallows FC   |

### Mexiko
Hlavní trenér:  Javier Aguirre

| Jméno               | Datum narození     | Klub                      |
| Brankáři            | Brankáři           | Brankáři                  |
| ------------------- | ------------------ | ------------------------- |
| Óscar Pérez         | 1. února 1973      | Chiapas FC                |
| Guillermo Ochoa     | 13. července 1985  | Club América              |
| Luis Ernesto Michel | 21. července 1979  | CD Guadalajara            |
| Obránci             |                    |                           |
| Francisco Rodríguez | 20. října 1981     | PSV Eindhoven             |
| Carlos Salcido      | 2. dubna 1980      | PSV Eindhoven             |
| Rafael Márquez -    | 13. února 1979     | FC Barcelona              |
| Ricardo Osorio      | 30. března 1980    | VfB Stuttgart             |
| Paul Aguilar        | 6. března 1986     | CF Pachuca                |
| Héctor Moreno       | 17. ledna 1988     | AZ Alkmaar                |
| Efraín Juárez       | 22. února 1988     | Club Universidad Nacional |
| Jonny Magallón      | 21. listopadu 1981 | CD Guadalajara            |
| Záložníci           |                    |                           |
| Gerardo Torrado     | 30. dubna 1979     | Cruz Azul                 |
| Israel Castro       | 20. prosince 1980  | Club Universidad Nacional |
| Andrés Guardado     | 28. září 1986      | Deportivo de La Coruña    |
| Jorge Torres Nilo   | 16. ledna 1988     | Atlas FC                  |
| Útočníci            |                    |                           |
| Pablo Barrera       | 21. června 1987    | Club Universidad Nacional |
| Guillermo Franco    | 3. listopadu 1976  | West Ham United FC        |
| Cuauhtémoc Blanco   | 17. ledna 1973     | Club Deportivo Veracruz   |
| Carlos Vela         | 1. března 1989     | Arsenal FC                |
| Javier Hernández    | 1. června 1988     | CD Guadalajara            |
| Giovani dos Santos  | 11. května 1989    | Galatasaray SK            |
| Adolfo Bautista     | 15. května 1979    | CD Guadalajara            |
| Alberto Medina      | 29. května 1983    | CD Guadalajara            |

### Uruguay
Hlavní trenér:  Óscar Tabárez

| Jméno               | Datum narození     | Klub                      |
| Brankáři            | Brankáři           | Brankáři                  |
| ------------------- | ------------------ | ------------------------- |
| Fernando Muslera    | 16. června 1986    | SS Lazio                  |
| Juan Castillo       | 17. dubna 1978     | Deportivo Cali            |
| Martín Silva        | 25. března 1983    | Defensor Sporting         |
| Obránci             |                    |                           |
| Diego Lugano -      | 2. listopadu 1980  | Fenerbahçe SK             |
| Diego Godín         | 16. února 1986     | Villarreal CF             |
| Jorge Fucile        | 19. listopadu 1984 | FC Porto                  |
| Mauricio Victorino  | 11. října 1982     | Club Universidad de Chile |
| Maximiliano Pereira | 8. června 1984     | Benfica Lisabon           |
| Andrés Scotti       | 14. prosince 1974  | Colo-Colo                 |
| Martín Cáceres      | 7. dubna 1987      | Juventus FC               |
| Záložníci           |                    |                           |
| Walter Gargano      | 27. července 1984  | SSC Neapol                |
| Sebastián Eguren    | 8. ledna 1981      | AIK Stockholm             |
| Álvaro Pereira      | 28. ledna 1985     | Benfica Lisabon           |
| Nicolás Lodeiro     | 21. března 1989    | AFC Ajax                  |
| Diego Pérez         | 18. května 1980    | AS Monaco FC              |
| Egidio Arévalo      | 27. září 1982      | CA Peñarol                |
| Ignacio González    | 14. května 1982    | Valencia CF               |
| Álvaro Fernández    | 11. října 1985     | Club Universidad de Chile |
| Útočníci            |                    |                           |
| Edinson Cavani      | 14. února 1987     | Palermo FC                |
| Luis Suárez         | 24. ledna 1987     | AFC Ajax                  |
| Diego Forlán        | 19. května 1979    | Atlético Madrid           |
| Sebastián Abreu     | 17. října 1976     | Botafogo FR               |
| Sebastián Fernández | 23. května 1985    | CA Banfield               |

### Francie
Hlavní trenér:  Raymond Domenech

| Jméno               | Datum narození     | Klub                     |
| Brankáři            | Brankáři           | Brankáři                 |
| ------------------- | ------------------ | ------------------------ |
| Hugo Lloris         | 26. prosince 1986  | Olympique Lyon           |
| Steve Mandanda      | 28. března 1985    | Olympique Marseille      |
| Cédric Carrasso     | 30. prosince 1981  | FC Girondins de Bordeaux |
| Obránci             |                    |                          |
| Bacary Sagna        | 14. února 1983     | Arsenal FC               |
| Éric Abidal         | 11. července 1979  | FC Barcelona             |
| Anthony Réveillère  | 10. listopadu 1979 | Olympique Lyon           |
| William Gallas      | 17. srpna 1977     | Arsenal FC               |
| Marc Planus         | 7. března 1982     | FC Girondins de Bordeaux |
| Patrice Evra -      | 15. května 1981    | Manchester United FC     |
| Sébastien Squillaci | 11. srpna 1980     | Sevilla FC               |
| Gaël Clichy         | 26. června 1985    | Arsenal FC               |
| Záložníci           |                    |                          |
| Franck Ribéry       | 7. dubna 1983      | FC Bayern Mnichov        |
| Yoann Gourcuff      | 11. července 1986  | FC Girondins de Bordeaux |
| Jérémy Toulalan     | 10. září 1983      | Olympique Lyon           |
| Florent Malouda     | 13. června 1980    | Chelsea FC               |
| Alou Diarra         | 15. července 1981  | FC Girondins de Bordeaux |
| Abou Diaby          | 11. května 1986    | Arsenal FC               |
| Útočníci            |                    |                          |
| Djibril Cissé       | 12. srpna 1981     | Panathinaikos Athény     |
| Sidney Govou        | 27. července 1979  | Olympique Lyon           |
| André-Pierre Gignac | 5. prosince 1985   | Toulouse FC              |
| Thierry Henry       | 17. srpna 1977     | FC Barcelona             |
| Mathieu Valbuena    | 28. září 1984      | Olympique Marseille      |
| Nicolas Anelka      | 14. března 1979    | Chelsea FC               |

## Skupina B

### Argentina
Hlavní trenér:  Diego Maradona

| Jméno                | Datum narození    | Klub                    |
| Brankáři             | Brankáři          | Brankáři                |
| -------------------- | ----------------- | ----------------------- |
| Diego Pozo           | 16. února 1978    | CA Colón                |
| Mariano Andújar      | 30. července 1983 | Catania FC              |
| Sergio Romero        | 22. února 1987    | AZ Alkmaar              |
| Obránci              |                   |                         |
| Martín Demichelis    | 20. prosince 1980 | FC Bayern Mnichov       |
| Clemente Rodríguez   | 31. července 1981 | Estudiantes de La Plata |
| Nicolás Burdisso     | 12. dubna 1981    | AS Řím                  |
| Gabriel Heinze       | 19. dubna 1979    | Olympique Marseille     |
| Ariel Garcé          | 14. července 1979 | CA Colón                |
| Walter Samuel        | 23. března 1978   | FC Inter Milán          |
| Nicolás Otamendi     | 12. února 1988    | CA Vélez Sarsfield      |
| Záložníci            |                   |                         |
| Mario Bolatti        | 17. února 1985    | ACF Fiorentina          |
| Ángel Di María       | 14. února 1988    | Real Madrid             |
| Juan Sebastián Verón | 9. března 1975    | Estudiantes de La Plata |
| Javier Mascherano -  | 8. června 1984    | Liverpool FC            |
| Jonás Gutiérrez      | 5. července 1983  | Newcastle United FC     |
| Maxi Rodríguez       | 2. ledna 1981     | Liverpool FC            |
| Javier Pastore       | 20. června 1989   | Palermo FC              |
| Útočníci             |                   |                         |
| Gonzalo Higuaín      | 10. prosince 1987 | Real Madrid             |
| Lionel Messi         | 24. června 1987   | FC Barcelona            |
| Carlos Tévez         | 5. února 1984     | Manchester City FC      |
| Sergio Agüero        | 2. června 1988    | Atlético Madrid         |
| Martín Palermo       | 7. listopadu 1973 | CA Boca Juniors         |
| Diego Milito         | 12. června 1979   | FC Inter Milán          |

### Nigérie
Hlavní trenér:  Lars Lagerbäck

| Jméno                  | Datum narození     | Klub                    |
| Brankáři               | Brankáři           | Brankáři                |
| ---------------------- | ------------------ | ----------------------- |
| Vincent Enyeama        | 29. srpna 1982     | Hapoel Tel Aviv FC      |
| Austin Ejide           | 8. dubna 1984      | Hapoel Petah Tikva FC   |
| Dele Aiyenugba         | 20. listopadu 1983 | Bnej Jehuda Tel Aviv FC |
| Obránci                |                    |                         |
| Joseph Yobo -          | 6. září 1980       | Everton FC              |
| Taye Taiwo             | 16. dubna 1985     | Olympique Marseille     |
| Rabiu Afolabi          | 18. dubna 1980     | FC Red Bull Salzburg    |
| Danny Shittu           | 2. září 1980       | Bolton Wanderers FC     |
| Chidi Odiah            | 17. prosince 1983  | PFK CSKA Moskva         |
| Uwa Elderson Echiéjilé | 20. ledna 1988     | SC Braga                |
| Dele Adeleye           | 25. prosince 1988  | FK Šachtar Doněck       |
| Záložníci              |                    |                         |
| Nwankwo Kanu           | 1. srpna 1976      | Portsmouth FC           |
| Ideye Brown            | 10. října 1988     | FC Sochaux-Montbéliard  |
| Kalu Uche              | 15. listopadu 1982 | UD Almería              |
| Ayila Yussuf           | 4. listopadu 1984  | FK Dynamo Kyjev         |
| Sani Kaita             | 2. května 1986     | PFK Alanija Vladikavkaz |
| Lukman Haruna          | 12. dubna 1990     | AS Monaco FC            |
| Dickson Etuhu          | 8. června 1982     | Fulham FC               |
| Útočníci               |                    |                         |
| John Utaka             | 8. ledna 1982      | Portsmouth FC           |
| Yakubu Aiyegbeni       | 22. listopadu 1982 | Everton FC              |
| Obafemi Martins        | 28. října 1984     | VfL Wolfsburg           |
| Peter Odemwingie       | 15. července 1981  | FK Lokomotiv Moskva     |
| Victor Nsofor Obinna   | 25. března 1987    | Málaga CF               |
| Chinedu Obasi          | 1. června 1986     | TSG 1899 Hoffenheim     |

### Jižní Korea
Hlavní trenér:  Huh Čung-mu

| Jméno           | Datum narození    | Klub                    |
| Brankáři        | Brankáři          | Brankáři                |
| --------------- | ----------------- | ----------------------- |
| I Wun-če        | 26. dubna 1973    | Suwon Samsung Bluewings |
| Čung Sung-rjong | 4. ledna 1985     | Songnam FC              |
| Kim Jung-kwang  | 28. června 1983   | Ulsan HD FC             |
| Obránci         |                   |                         |
| Oh Bom-sok      | 29. července 1984 | Ulsan HD FC             |
| Kim Hjung-il    | 27. dubna 1984    | Pohang Steelers         |
| Čcho Jong-hjung | 3. listopadu 1983 | Čeču United             |
| I Jung-pjo      | 23. dubna 1977    | Al Hilal FC             |
| I Čung-su       | 8. ledna 1980     | Kašima Antlers          |
| Kim Dong-čin    | 29. ledna 1982    | Ulsan HD FC             |
| Čcha Du-ri      | 25. července 1980 | SC Freiburg             |
| Kang Min-su     | 14. února 1986    | Suwon Samsung Bluewings |
| Záložníci       |                   |                         |
| Kim Nam-il      | 14. března 1977   | FK Tom Tomsk            |
| Kim Bo-kjung    | 6. října 1989     | Óita Trinita            |
| Pak Či-song -   | 25. února 1981    | Manchester United FC    |
| Kim Čung-wu     | 9. května 1982    | Gwangču Phoenix         |
| Kim Če-sung     | 3. října 1983     | Pohang Steelers         |
| Ki Song-jong    | 24. ledna 1989    | Celtic FC               |
| I Čchung-jong   | 2. července 1988  | Bolton Wanderers FC     |
| Jom Ki-hun      | 30. března 1983   | Suwon Samsung Bluewings |
| Útočníci        |                   |                         |
| An Čung-hwan    | 27. ledna 1976    | Ta-lien Š’-te           |
| Pak Ču-jong     | 10. července 1985 | AS Monaco FC            |
| I Sung-rjul     | 6. března 1989    | FC Seoul                |
| I Dong-guk      | 29. dubna 1979    | Čonbuk Hyundai Motors   |

### Řecko
Hlavní trenér:  Otto Rehhagel

| Jméno                    | Datum narození    | Klub                 |
| Brankáři                 | Brankáři          | Brankáři             |
| ------------------------ | ----------------- | -------------------- |
| Kostas Chalkias          | 30. května 1974   | PAOK Soluň           |
| Alexandros Tzorvas       | 12. srpna 1982    | Panathinaikos Athény |
| Michalis Sifakis         | 9. září 1984      | Aris Soluň           |
| Obránci                  |                   |                      |
| Giourkas Seitaridis      | 4. června 1981    | Panathinaikos Athény |
| Christos Patsatzoglou    | 19. března 1979   | AC Omonia            |
| Nikos Spiropoulos        | 10. října 1983    | Panathinaikos Athény |
| Vangelis Moras           | 18. srpna 1981    | Bologna FC 1909      |
| Avraam Papadopoulos      | 3. ledna 1984     | Olympiakos Pireus    |
| Loukas Vyntra            | 5. února 1981     | Panathinaikos Athény |
| Vasilis Torosidis        | 10. června 1985   | Olympiakos Pireus    |
| Sotirios Kyrgiakos       | 23. července 1979 | Liverpool FC         |
| Sokratis Papastathopulos | 9. června 1988    | Janov CFC            |
| Stelios Malezas          | 11. března 1985   | PAOK Soluň           |
| Záložníci                |                   |                      |
| Alexandros Tziolis       | 13. února 1985    | Siena FC             |
| Jorgos Karagunis -       | 6. března 1977    | Panathinaikos Athény |
| Sotiris Ninis            | 3. dubna 1990     | Panathinaikos Athény |
| Konstantinos Katsuranis  | 21. června 1979   | Panathinaikos Athény |
| Athanassios Prittas      | 9. ledna 1979     | Aris Soluň           |
| Útočníci                 |                   |                      |
| Georgios Samaras         | 21. února 1985    | Celtic FC            |
| Angelos Charisteas       | 9. února 1980     | 1. FC Norimberk      |
| Dimitris Salpingidis     | 18. srpna 1981    | Panathinaikos Athény |
| Theofanis Gekas          | 23. května 1980   | Hertha BSC           |
| Pantelis Kapetanos       | 8. června 1983    | FCSB                 |

## Skupina C

### Anglie
Hlavní trenér:  Fabio Capello

| Jméno                 | Datum narození     | Klub                 |
| Brankáři              | Brankáři           | Brankáři             |
| --------------------- | ------------------ | -------------------- |
| David James           | 1. srpna 1970      | Portsmouth FC        |
| Robert Green          | 18. ledna 1980     | West Ham United FC   |
| Joe Hart              | 19. dubna 1987     | Manchester City FC   |
| Obránci               |                    |                      |
| Glen Johnson          | 23. srpna 1984     | Liverpool FC         |
| Ashley Cole           | 20. prosince 1980  | Chelsea FC           |
| Michael Dawson        | 18. listopadu 1983 | Tottenham Hotspur FC |
| John Terry            | 7. prosince 1980   | Chelsea FC           |
| Stephen Warnock       | 12. prosince 1981  | Aston Villa FC       |
| Matthew Upson         | 18. dubna 1979     | West Ham United FC   |
| Jamie Carragher       | 28. ledna 1978     | Liverpool FC         |
| Ledley King           | 12. října 1980     | Tottenham Hotspur FC |
| Záložníci             |                    |                      |
| Steven Gerrard -      | 30. května 1980    | Liverpool FC         |
| Aaron Lennon          | 16. dubna 1987     | Tottenham Hotspur FC |
| Frank Lampard         | 20. června 1978    | Chelsea FC           |
| Joe Cole              | 8. listopadu 1981  | Chelsea FC           |
| Gareth Barry          | 23. února 1981     | Manchester City FC   |
| James Milner          | 4. ledna 1986      | Aston Villa FC       |
| Shaun Wright-Phillips | 25. října 1981     | Manchester City FC   |
| Michael Carrick       | 28. července 1981  | Manchester United FC |
| Útočníci              |                    |                      |
| Peter Crouch          | 30. ledna 1981     | Tottenham Hotspur FC |
| Wayne Rooney          | 24. října 1985     | Manchester United FC |
| Jermain Defoe         | 7. října 1982      | Tottenham Hotspur FC |
| Emile Heskey          | 11. ledna 1978     | Aston Villa FC       |

### USA
Hlavní trenér:  Bob Bradley

| Jméno                 | Datum narození    | Klub                       |
| Brankáři              | Brankáři          | Brankáři                   |
| --------------------- | ----------------- | -------------------------- |
| Tim Howard            | 6. března 1979    | Everton FC                 |
| Brad Guzan            | 9. října 1984     | Aston Villa FC             |
| Marcus Hahnemann      | 15. června 1972   | Wolverhampton Wanderers FC |
| Obránci               |                   |                            |
| Jonathan Spector      | 1. března 1986    | West Ham United FC         |
| Carlos Bocanegra -    | 25. května 1977   | Stade Rennais FC           |
| Oguchi Onyewu         | 13. května 1982   | AC Milán                   |
| Steve Cherundolo      | 19. února 1979    | Hannover 96                |
| Jonathan Bornstein    | 7. listopadu 1984 | CD Chivas USA              |
| Jay DeMerit           | 4. prosince 1979  | Watford FC                 |
| Clarence Goodson      | 17. května 1982   | IK Start                   |
| Záložníci             |                   |                            |
| Michael Bradley       | 31. července 1987 | Borussia Mönchengladbach   |
| DaMarcus Beasley      | 24. května 1982   | Rangers FC                 |
| Clint Dempsey         | 9. března 1983    | Fulham FC                  |
| Landon Donovan        | 4. března 1982    | Los Angeles Galaxy         |
| Ricardo Clark         | 10. února 1983    | Eintracht Frankfurt        |
| Benny Feilhaber       | 19. ledna 1985    | Aarhus GF                  |
| Maurice Edu           | 18. dubna 1986    | Rangers FC                 |
| Stuart Holden         | 1. srpna 1985     | Bolton Wanderers FC        |
| José Francisco Torres | 29. října 1987    | CF Pachuca                 |
| Útočníci              |                   |                            |
| Jozy Altidore         | 6. listopadu 1989 | Villarreal CF              |
| Robbie Findley        | 4. srpna 1985     | Real Salt Lake             |
| Edson Buddle          | 21. května 1981   | Los Angeles Galaxy         |
| Herculez Gomez        | 6. dubna 1982     | CF Pachuca                 |

### Alžírsko
Hlavní trenér:  Rabáh Sádáne

| Jméno              | Datum narození    | Klub                     |
| Brankáři           | Brankáři          | Brankáři                 |
| ------------------ | ----------------- | ------------------------ |
| Lúnés Gavágí       | 14. července 1984 | ASO Chlef                |
| Favzí Gavágí       | 28. ledna 1978    | ES Sétif                 |
| Raís Mbuhli        | 25. dubna 1979    | PFK Slavia Sofia         |
| Obránci            |                   |                          |
| Madžíd Búghirra    | 7. října 1982     | Rangers FC               |
| Nádir Bélhadž      | 18. června 1982   | Portsmouth FC            |
| Antér Jahjá -      | 21. března 1982   | VfL Bochum               |
| Rafík Hallíš       | 2. září 1986      | CD Nacional              |
| Habíb Bellaíd      | 28. března 1986   | US Boulogne              |
| Abdelkádir Laifáví | 29. července 1981 | ES Sétif                 |
| Carl Medžání       | 15. května 1985   | AC Ajaccio               |
| Džamil Misbáh      | 9. října 1984     | US Lecce                 |
| Záložníci          |                   |                          |
| Jazíd Mansúrí      | 25. února 1978    | FC Lorient               |
| Ryad Boudebouz     | 19. února 1990    | FC Sochaux-Montbéliard   |
| Mahdí Lasín        | 15. března 1984   | Racing de Santander      |
| Kamír Matmúr       | 25. června 1985   | Borussia Mönchengladbach |
| Karim Ziání        | 17. srpna 1972    | VfL Wolfsburg            |
| Hasan Jibdá        | 14. května 1984   | Portsmouth FC            |
| Fúed Kádir         | 5. prosince 1983  | Valenciennes FC          |
| Djamel Abdoun      | 14. února 1986    | FC Nantes                |
| Útočníci           |                   |                          |
| Abdelkádir Gazál   | 5. prosince 1984  | Siena FC                 |
| Rafík Sajífí       | 7. února 1975     | FC Istres                |
| Rafík Džabúr       | 8. března 1984    | AEK Athény               |

### Slovinsko
Hlavní trenér:  Matjaž Kek

| Jméno                    | Datum narození    | Klub                    |
| Brankáři                 | Brankáři          | Brankáři                |
| ------------------------ | ----------------- | ----------------------- |
| Samir Handanović         | 14. července 1984 | Udinese Calcio          |
| Jasmin Handanović        | 28. ledna 1978    | Mantova 1911            |
| Aleksandar Šegila        | 25. dubna 1979    | Sparta Rotterdam        |
| Obránci                  |                   |                         |
| Mišo Brečko              | 1. května 1984    | 1. FC Köln              |
| Elvedin Dzinić           | 25. srpna 1985    | NK Maribor              |
| Marko Šuler              | 9. března 1983    | KAA Gent                |
| Boštjan Cesar            | 9. července 1982  | Grenoble Foot 38        |
| Branko Ilić              | 6. února 1983     | FK Lokomotiv Moskva     |
| Bojan Jokić              | 17. května 1986   | AC ChievoVerona         |
| Suad Fileković           | 16. září 1978     | NK Maribor              |
| Matej Mavrić             | 29. ledna 1979    | TuS Koblenz             |
| Záložníci                |                   |                         |
| Robert Koren -           | 20. září 1980     | West Bromwich Albion FC |
| Valter Birsa             | 7. srpna 1986     | AJ Auxerre              |
| René Krhin               | 21. května 1990   | FC Inter Milán          |
| Andraž Kirm              | 6. září 1984      | Wisla Krakov            |
| Aleksandar Radosavljević | 25. dubna 1979    | AE Larisa 1964          |
| Andrej Komač             | 4. prosince 1979  | Maccabi Tel Aviv FC     |
| Dalobor Stevanović       | 27. září 1984     | Vitesse                 |
| Útočníci                 |                   |                         |
| Nejc Pečnik              | 3. ledna 1986     | CD Nacional             |
| Zlatan Ljubijankić       | 15. prosince 1983 | KAA Gent                |
| Milivoje Novaković       | 18. května 1979   | 1. FC Köln              |
| Zlatko Dedić             | 5. října 1984     | VfL Bochum              |
| Tim Matavž               | 13. ledna 1989    | FC Groningen            |

## Skupina D

### Německo
Hlavní trenér:  Joachim Löw

| Jméno                  | Datum narození     | Klub                |
| Brankáři               | Brankáři           | Brankáři            |
| ---------------------- | ------------------ | ------------------- |
| Manuel Neuer           | 27. března 1986    | FC Schalke 04       |
| Tim Wiese              | 17. prosince 1981  | Werder Brémy        |
| Hans-Jörg Butt         | 28. května 1974    | FC Bayern Mnichov   |
| Obránci                |                    |                     |
| Arne Friedrich         | 29. května 1979    | Hertha BSC          |
| Dennis Aogo            | 14. ledna 1987     | Hamburger SV        |
| Serdar Tasci           | 24. dubna 1987     | VfB Stuttgart       |
| Holger Badstuber       | 13. března 1989    | FC Bayern Mnichov   |
| Philipp Lahm -         | 11. listopadu 1983 | FC Bayern Mnichov   |
| Per Mertesacker        | 29. září 1984      | Werder Brémy        |
| Jérôme Boateng         | 3. září 1988       | Hamburger SV        |
| Záložníci              |                    |                     |
| Marcell Jansen         | 4. listopadu 1985  | Hamburger SV        |
| Sami Khedira           | 4. dubna 1987      | VfB Stuttgart       |
| Bastian Schweinsteiger | 1. srpna 1984      | FC Bayern Mnichov   |
| Mesut Özil             | 15. října 1988     | Werder Brémy        |
| Thomas Müller          | 13. září 1989      | FC Bayern Mnichov   |
| Piotr Trochowski       | 22. března 1984    | Hamburger SV        |
| Toni Kroos             | 4. ledna 1990      | Bayer 04 Leverkusen |
| Marko Marin            | 13. března 1989    | Werder Brémy        |
| Útočníci               |                    |                     |
| Stefan Kießling        | 25. ledna 1984     | Bayer 04 Leverkusen |
| Lukas Podolski         | 4. června 1985     | 1. FC Köln          |
| Miroslav Klose         | 9. června 1978     | FC Bayern Mnichov   |
| Cacau                  | 27. března 1981    | VfB Stuttgart       |
| Mario Gómez            | 10. července 1985  | FC Bayern Mnichov   |

### Austrálie
Hlavní trenér:  Pim Verbeek

| Jméno              | Datum narození    | Klub                 |
| Brankáři           | Brankáři          | Brankáři             |
| ------------------ | ----------------- | -------------------- |
| Mark Schwarzer     | 6. října 1972     | Fulham FC            |
| Adam Federici      | 31. ledna 1985    | Reading FC           |
| Eugene Galekovic   | 12. června 1981   | Adelaide United FC   |
| Obránci            |                   |                      |
| Lucas Neill -      | 9. března 1978    | Galatasaray SK       |
| Craig Moore        | 12. prosince 1975 | bez angažmá          |
| Michael Beauchamp  | 8. března 1981    | Al Jazira Club       |
| Luke Wilkshire     | 1. října 1981     | FK Dynamo Moskva     |
| Scott Chipperfield | 30. prosince 1975 | FC Basilej           |
| Mark Milligan      | 4. srpna 1985     | JEF United Čiba      |
| David Carney       | 3. listopadu 1983 | FC Twente            |
| Záložníci          |                   |                      |
| Jason Čulina       | 5. srpna 1980     | Gold Coast United FC |
| Brett Emerton      | 22. února 1979    | Blackburn Rovers FC  |
| Vincenzo Grella    | 5. října 1979     | Blackburn Rovers FC  |
| Mile Jedinak       | 30. srpna 1984    | Antalyaspor          |
| Carl Valeri        | 14. srpna 1984    | US Sassuolo Calcio   |
| Dario Vidošić      | 12. dubna 1987    | 1. FC Norimberk      |
| Útočníci           |                   |                      |
| Tim Cahill         | 6. prosince 1979  | Everton FC           |
| Joshua Kennedy     | 20. srpna 1982    | Nagoja Grampus       |
| Harry Kewell       | 22. září 1978     | Galatasaray SK       |
| Brett Holman       | 27. března 1984   | AZ Alkmaar           |
| Nikita Rukavycya   | 22. června 1987   | FC Twente            |
| Richard García     | 4. září 1981      | Hull City AFC        |
| Mark Bresciano     | 22. února 1979    | Palermo FC           |

### Srbsko
Hlavní trenér:  Radomir Antić

| Jméno              | Datum narození     | Klub                       |
| Brankáři           | Brankáři           | Brankáři                   |
| ------------------ | ------------------ | -------------------------- |
| Vladimir Stojković | 29. července 1983  | Wigan Athletic FC          |
| Bojan Isailović    | 25. března 1980    | Zagłębie Lubin             |
| Anđelko Đuričić    | 21. listopadu 1980 | UD Leiria                  |
| Obránci            |                    |                            |
| Antonio Rukavina   | 26. ledna 1984     | TSV 1860 München           |
| Aleksandar Kolarov | 10. listopadu 1985 | SS Lazio                   |
| Branislav Ivanović | 22. února 1984     | Chelsea FC                 |
| Nemanja Vidić      | 21. října 1981     | Manchester United FC       |
| Aleksandar Luković | 23. října 1982     | Udinese Calcio             |
| Ivan Obradović     | 25. července 1988  | Real Zaragoza              |
| Neven Subotić      | 10. prosince 1988  | Borussia Dortmund          |
| Záložníci          |                    |                            |
| Gojko Kačar        | 26. ledna 1987     | Hertha BSC                 |
| Zoran Tošić        | 28. dubna 1987     | 1. FC Köln                 |
| Dejan Stanković -  | 11. září 1978      | FC Inter Milán             |
| Nenad Milijaš      | 30. dubna 1983     | Wolverhampton Wanderers FC |
| Milan Jovanović    | 18. dubna 1981     | Standard Lutych            |
| Miloš Krasić       | 1. listopadu 1984  | PFK CSKA Moskva            |
| Miloš Ninković     | 25. prosince 1984  | FK Dynamo Kyjev            |
| Radosav Petrović   | 8. března 1989     | FK Partizan                |
| Útočníci           |                    |                            |
| Danko Lazović      | 17. února 1983     | FK Zenit Sankt-Petěrburg   |
| Marko Pantelić     | 15. září 1978      | AFC Ajax                   |
| Nikola Žigić       | 25. září 1980      | Valencia CF                |
| Dragan Mrđa        | 23. ledna 1984     | FK Vojvodina Novi Sad      |
| Zdravko Kuzmanović | 22. září 1987      | VfB Stuttgart              |

### Ghana
Hlavní trenér:  Milovan Rajevac

| Jméno                | Datum narození     | Klub                             |
| Brankáři             | Brankáři           | Brankáři                         |
| -------------------- | ------------------ | -------------------------------- |
| Daniel Agyei         | 10. listopadu 1989 | Liberty Professionals Accra F.C. |
| Stephen Ahorlu       | 5. září 1988       | Heart of Lions FC                |
| Richard Kingson      | 13. června 1978    | Wigan Athletic FC                |
| Obránci              |                    |                                  |
| Hans Sarpei          | 28. června 1976    | Bayer 04 Leverkusen              |
| John Paintsil        | 15. června 1981    | Fulham FC                        |
| John Mensah -        | 29. listopadu 1982 | Sunderland AFC                   |
| Samuel Inkoom        | 1. června 1989     | FC Basilej                       |
| Jonathan Mensah      | 13. července 1990  | Granada CF                       |
| Issac Vorsah         | 21. června 1988    | TSG 1899 Hoffenheim              |
| Inrahim Ayew         | 16. dubna 1988     | Zamalek SC                       |
| Lee Ady              | 7. července 1990   | Bekerum United FC                |
| Záložníci            |                    |                                  |
| Anthony Annan        | 21. července 1986  | Rosenborg BK                     |
| Derek Boateng        | 2. května 1983     | Getafe CF                        |
| Stephen Appiah       | 24. prosince 1980  | Bologna FC 1909                  |
| Sulley Muntari       | 27. srpna 1984     | FC Inter Milán                   |
| André Ayew           | 17. prosince 1989  | AC Arles-Avignon                 |
| Kwadwo Asamoah       | 9. prosince 1988   | Udinese Calcio                   |
| Útočníci             |                    |                                  |
| Asamoah Gyan         | 22. listopadu 1985 | Stade Rennais FC                 |
| Prince Tagoe         | 9. listopadu 1986  | TSG 1899 Hoffenheim              |
| Matthew Amoah        | 24. října 1980     | NAC Breda                        |
| Dominic Adiyiah      | 29. listopadu 1989 | AC Milán                         |
| Quincy Owusu-Abeyie  | 15. dubna 1986     | Al-Sadd SC                       |
| Kevin-Prince Boateng | 6. března 1987     | Portsmouth FC                    |

## Skupina E

### Nizozemsko
Hlavní trenér:  Bert van Marwijk

| Jméno                      | Datum narození     | Klub               |
| Brankáři                   | Brankáři           | Brankáři           |
| -------------------------- | ------------------ | ------------------ |
| Maarten Stekelenburg       | 22. září 1982      | AFC Ajax           |
| Michel Vorm                | 20. října 1983     | FC Utrecht         |
| Sander Boschker            | 20. října 1970     | FC Twente          |
| Obránci                    |                    |                    |
| Gregory van der Wiel       | 3. února 1988      | AFC Ajax           |
| Johnny Heitinga            | 15. listopadu 1983 | Everton FC         |
| Joris Mathijsen            | 5. dubna 1980      | Hamburger SV       |
| Giovanni van Bronckhorst - | 5. února 1975      | Feyenoord          |
| Khalid Boulahrouz          | 28. prosince 1981  | VfB Stuttgart      |
| André Ooijer               | 11. července 1974  | PSV Eindhoven      |
| Edson Braafheid            | 8. dubna 1983      | FC Bayern Mnichov  |
| Záložníci                  |                    |                    |
| Mark van Bommel            | 22. dubna 1977     | FC Bayern Mnichov  |
| Nigel de Jong              | 30. listopadu 1984 | Manchester City FC |
| Wesley Sneijder            | 9. června 1984     | FC Inter Milán     |
| Demy de Zeeuw              | 26. května 1983    | AFC Ajax           |
| Stijn Schaars              | 11. ledna 1984     | AZ Alkmaar         |
| Ibrahim Afellay            | 2. dubna 1986      | PSV Eindhoven      |
| Rafael van der Vaart       | 11. února 1983     | Real Madrid        |
| Útočníci                   |                    |                    |
| Dirk Kuijt                 | 22. července 1980  | Liverpool FC       |
| Robin van Persie           | 6. srpna 1983      | Arsenal FC         |
| Arjen Robben               | 23. ledna 1984     | FC Bayern Mnichov  |
| Eljero Elia                | 13. února 1987     | Hamburger SV       |
| Ryan Babel                 | 19. prosince 1986  | Liverpool FC       |
| Klaas-Jan Huntelaar        | 12. srpna 1983     | AC Milán           |

### Dánsko
Hlavní trenér:  Morten Olsen

| Jméno               | Datum narození     | Klub                |
| Brankáři            | Brankáři           | Brankáři            |
| ------------------- | ------------------ | ------------------- |
| Thomas Sørensen     | 12. června 1976    | Stoke City FC       |
| Jesper Christiansen | 24. dubna 1978     | FC Kodaň            |
| Stephan Andersen    | 26. listopadu 1981 | Brøndby IF          |
| Obránci             |                    |                     |
| Simon Kjær          | 26. března 1989    | Palermo FC          |
| Daniel Agger        | 12. prosince 1984  | Liverpool FC        |
| Lars Jacobsen       | 20. září 1979      | Blackburn Rovers FC |
| Per Krøldrup        | 31. července 1979  | ACF Fiorentina      |
| Simon Poulsen       | 7. října 1984      | AZ Alkmaar          |
| Patrick Mtiliga     | 28. ledna 1981     | Málaga CF           |
| Záložníci           |                    |                     |
| Christian Poulsen   | 28. února 1980     | Juventus FC         |
| William Kvist       | 24. února 1985     | FC Kodaň            |
| Daniel Jensen       | 25. června 1979    | Werder Brémy        |
| Martin Jørgensen    | 6. října 1975      | Aarhus GF           |
| Thomas Kahlenberg   | 20. března 1983    | VfL Wolfsburg       |
| Jakob Poulsen       | 7. července 1983   | Aarhus GF           |
| Thomas Enevoldsen   | 27. července 1987  | FC Groningen        |
| Christian Eriksen   | 14. února 1992     | AFC Ajax            |
| Útočníci            |                    |                     |
| Jesper Grønkjær     | 12. srpna 1977     | FC Kodaň            |
| Jon Dahl Tomasson - | 29. srpna 1976     | Feyenoord           |
| Nicklas Bendtner    | 16. ledna 1988     | Arsenal FC          |
| Mikkel Beckmann     | 24. října 1983     | Randers FC          |
| Søren Larsen        | 6. září 1981       | MSV Duisburg        |
| Dennis Rommedahl    | 22. července 1978  | AFC Ajax            |

### Japonsko
Hlavní trenér:  Takeši Okada

| Jméno               | Datum narození    | Klub                |
| Brankáři            | Brankáři          | Brankáři            |
| ------------------- | ----------------- | ------------------- |
| Seigó Narazaki      | 15. dubna 1976    | Nagoja Grampus      |
| Eidži Kawašima      | 20. března 1983   | Kawasaki Frontale   |
| Jošikacu Kawaguči - | 15. srpna 1975    | Júbilo Iwata        |
| Obránci             |                   |                     |
| Júiči Komano        | 25. července 1981 | Júbilo Iwata        |
| Marcus Tulio Tanaka | 24. dubna 1981    | Nagoja Grampus      |
| Júto Nagatomo       | 12. září 1986     | FC Tokio            |
| Acuto Učida         | 27. března 1988   | Kašima Antlers      |
| Daiki Iwamasa       | 30. ledna 1982    | Kašima Antlers      |
| Jasujuki Konno      | 25. ledna 1983    | FC Tokio            |
| Júdži Nakazawa      | 25. února 1978    | Jokohama F. Marinos |
| Záložníci           |                   |                     |
| Júki Abe            | 6. září 1981      | Urawa Red Diamonds  |
| Jasuhito Endó       | 28. ledna 1980    | Gamba Ósaka         |
| Daisuke Macui       | 11. května 1981   | Grenoble Foot 38    |
| Šunsuke Nakamura    | 24. června 1978   | Jokohama F. Marinos |
| Kengo Nakamura      | 31. října 1980    | Kawasaki Frontale   |
| Makoto Hasebe       | 18. ledna 1984    | VfL Wolfsburg       |
| Keisuke Honda       | 13. června 1986   | PFK CSKA Moskva     |
| Džun’iči Inamoto    | 18. září 1979     | Kawasaki Frontale   |
| Útočníci            |                   |                     |
| Šindži Okazaki      | 16. dubna 1986    | Šimizu S-Pulse      |
| Keidži Tamada       | 11. dubna 1980    | Nagoja Grampus      |
| Kišó Jano           | 5. dubna 1984     | Albirex Niigata     |
| Jošito Ókubo        | 9. června 1982    | Vissel Kóbe         |
| Takajuki Morimoto   | 7. května 1988    | Catania FC          |

### Kamerun
Hlavní trenér:  Paul Le Guen

| Jméno                    | Datum narození     | Klub                     |
| Brankáři                 | Brankáři           | Brankáři                 |
| ------------------------ | ------------------ | ------------------------ |
| Idriss Carlos Kameni     | 18. února 1984     | RCD Espanyol             |
| Souleymanou Hamidou      | 22. listopadu 1973 | Kayserispor              |
| Guy Ndy                  | 28. února 1986     | Valenciennes FC          |
| Obránci                  |                    |                          |
| Benoît Assou-Ekotto      | 24. března 1984    | Tottenham Hotspur FC     |
| Nicolas Nkoulou          | 27. března 1990    | AS Monaco FC             |
| Rigobert Song            | 1. července 1976   | Trabzonspor              |
| Sebastien Bassong        | 9. července 1986   | Tottenham Hotspur FC     |
| Geremi Njitap Fotso      | 20. prosince 1978  | MKE Ankaragücü           |
| Gaetan Bong              | 25. dubna 1988     | Valenciennes FC          |
| Aurelien Chedjou         | 20. června 1985    | Lille OSC                |
| Stéphane Mbia            | 20. května 1986    | Olympique Marseille      |
| Záložníci                |                    |                          |
| Alexandre Song           | 9. září 1987       | Arsenal FC               |
| Landry Nguemo            | 28. listopadu 1985 | Celtic FC                |
| Jean Makoun              | 29. května 1983    | Olympique Lyon           |
| Eyong Enoh               | 23. března 1986    | AFC Ajax                 |
| Georges Mandjeck         | 9. prosince 1988   | 1. FC Kaiserslautern     |
| Joël Matip               | 8. srpna 1991      | FC Schalke 04            |
| Útočníci                 |                    |                          |
| Samuel Eto'o -           | 10. března 1981    | FC Inter Milán           |
| Achille Emana            | 5. června 1982     | Real Betis               |
| Eric Maxim Choupo-Moting | 23. března 1989    | 1. FC Norimberk          |
| Pierre Webo              | 20. ledna 1982     | RCD Mallorca             |
| Mohamadou Idrissou       | 8. března 1980     | SC Freiburg              |
| Vincent Aboubakar        | 22. ledna 1992     | Coton Sport FC de Garoua |

## Skupina F

### Itálie
Hlavní trenér:  Marcello Lippi

| Jméno               | Datum narození     | Klub            |
| Brankáři            | Brankáři           | Brankáři        |
| ------------------- | ------------------ | --------------- |
| Gianluigi Buffon    | 28. ledna 1978     | Juventus FC     |
| Federico Marchetti  | 7. února 1983      | Cagliari Calcio |
| Morgan De Sanctis   | 27. března 1977    | SSC Neapol      |
| Obránci             |                    |                 |
| Fabio Cannavaro -   | 13. září 1973      | Al-Ahli Dubai   |
| Gianluca Zambrotta  | 19. února 1977     | AC Milán        |
| Giorgio Chiellini   | 14. srpna 1984     | Juventus FC     |
| Domenico Criscito   | 30. prosince 1986  | Janov CFC       |
| Christian Maggio    | 11. února 1982     | SSC Neapol      |
| Salvatore Bocchetti | 30. listopadu 1986 | Janov CFC       |
| Leonardo Bonucci    | 1. května 1987     | SSC Bari        |
| Záložníci           |                    |                 |
| Gennaro Gattuso     | 9. ledna 1978      | AC Milán        |
| Andrea Pirlo        | 19. května 1979    | AC Milán        |
| Daniele De Rossi    | 24. července 1983  | AS Řím          |
| Mauro Camoranesi    | 4. října 1976      | Juventus FC     |
| Angelo Palombo      | 25. září 1981      | UC Sampdoria    |
| Simone Pepe         | 30. srpna 1983     | Juventus FC     |
| Riccardo Montolivo  | 18. ledna 1985     | ACF Fiorentina  |
| Claudio Marchisio   | 19. ledna 1986     | Juventus FC     |
| Útočníci            |                    |                 |
| Alberto Gilardino   | 5. července 1982   | ACF Fiorentina  |
| Vincenzo Iaquinta   | 21. listopadu 1979 | Juventus FC     |
| Antonio Di Natale   | 13. října 1977     | Udinese Calcio  |
| Fabio Quagliarella  | 31. ledna 1983     | SSC Neapol      |
| Giampaolo Pazzini   | 2. srpna 1984      | UC Sampdoria    |

### Paraguay
Hlavní trenér:  Gerardo Martino

| Jméno               | Datum narození     | Klub                      |
| Brankáři            | Brankáři           | Brankáři                  |
| ------------------- | ------------------ | ------------------------- |
| Justo Villar -      | 30. června 1977    | Real Valladolid           |
| Diego Barreto       | 16. července 1981  | Cerro Porteño             |
| Aldo Bobadilla      | 22. dubna 1976     | Independiente Medellín    |
| Obránci             |                    |                           |
| Darío Verón         | 26. června 1979    | Club Universidad Nacional |
| Claudio Morel       | 2. února 1978      | CA Boca Juniors           |
| Denis Caniza        | 29. srpna 1974     | Club León                 |
| Julio César Cáceres | 5. října 1979      | CA Mineiro                |
| Carlos Bonet        | 2. října 1977      | Club Olimpia              |
| Paulo da Silva      | 1. února 1980      | Sunderland AFC            |
| Aureliano Torres    | 16. června 1982    | CA San Lorenzo de Almagro |
| Antolín Alcaraz     | 30. července 1982  | Club Brugge KV            |
| Záložníci           |                    |                           |
| Édgar Barreto       | 15. července 1984  | Atalanta BC               |
| Jonathan Santana    | 19. října 1981     | VfL Wolfsburg             |
| Enrique Vera        | 10. března 1979    | LDU Quito                 |
| Víctor Cáceres      | 25. března 1985    | Club Libertad             |
| Cristian Riveros    | 16. října 1982     | Cruz Azul                 |
| Néstor Ortigoza     | 7. října 1984      | Argentinos Juniors        |
| Útočníci            |                    |                           |
| Óscar Cardozo       | 20. května 1983    | Benfica Lisabon           |
| Roque Santa Cruz    | 16. srpna 1981     | Manchester City FC        |
| Édgar Benítez       | 8. listopadu 1987  | CF Pachuca                |
| Nelson Haedo Valdez | 28. listopadu 1983 | Borussia Dortmund         |
| Lucas Barrios       | 13. listopadu 1984 | Borussia Dortmund         |
| Rodolfo Gamarra     | 10. prosince 1988  | Club Libertad             |

### Nový Zéland
Hlavní trenér:  Ricki Herbert

| Jméno              | Datum narození    | Klub                      |
| Brankáři           | Brankáři          | Brankáři                  |
| ------------------ | ----------------- | ------------------------- |
| Mark Paston        | 13. prosince 1976 | Wellington Phoenix FC     |
| Glen Moss          | 19. ledna 1983    | Melbourne Victory FC      |
| James Bannatyne    | 30. června 1975   | Team Wellington FC        |
| Obránci            |                   |                           |
| Ben Sigmund        | 3. února 1981     | Wellington Phoenix FC     |
| Tony Lochhead      | 12. ledna 1982    | Wellington Phoenix FC     |
| Winston Reid       | 3. července 1988  | FC Midtjylland            |
| Ivan Vicelich      | 3. září 1976      | Auckland City FC          |
| Ryan Nelsen -      | 18. října 1977    | Blackburn Rovers FC       |
| Andrew Boyens      | 18. září 1983     | New York Red Bulls        |
| Tommy Smith        | 31. března 1990   | Ipswich Town FC           |
| Záložníci          |                   |                           |
| Simon Elliott      | 10. června 1974   | bez angažmá               |
| Tim Brown          | 6. března 1981    | Wellington Phoenix FC     |
| Leo Bertos         | 20. prosince 1981 | Wellington Phoenix FC     |
| Andy Barron        | 24. prosince 1980 | Team Wellington FC        |
| Michael McGlinchey | 7. ledna 1987     | Motherwell FC             |
| Aaron Clapham      | 1. ledna 1987     | Canterbury United Dragons |
| David Mulligan     | 24. března 1982   | bez angažmá               |
| Jeremy Christie    | 22. května 1983   | Tampa Bay Rowdies         |
| Jeremy Brockie     | 7. října 1987     | Newcastle United Jets FC  |
| Útočníci           |                   |                           |
| Shane Smeltz       | 29. září 1981     | Gold Coast United FC      |
| Chris Killen       | 8. října 1981     | Middlesbrough FC          |
| Rory Fallon        | 20. března 1982   | Plymouth Argyle FC        |
| Chris Wood         | 7. prosince 1991  | West Bromwich Albion FC   |

### Slovensko
Hlavní trenér:  Vladimír Weiss

| Jméno             | Datum narození     | Klub                     |
| Brankáři          | Brankáři           | Brankáři                 |
| ----------------- | ------------------ | ------------------------ |
| Ján Mucha         | 5. prosince 1982   | Legia Warszawa           |
| Dušan Perniš      | 28. listopadu 1984 | Dundee United FC         |
| Dušan Kuciak      | 21. května 1985    | FC Vaslui                |
| Obránci           |                    |                          |
| Peter Pekarík     | 30. října 1986     | VfL Wolfsburg            |
| Martin Škrtel     | 15. prosince 1984  | Liverpool FC             |
| Marek Čech        | 26. ledna 1983     | West Bromwich Albion FC  |
| Radoslav Zabavník | 16. září 1980      | 1. FSV Mainz 05          |
| Ján Ďurica        | 10. prosince 1981  | Hannover 96              |
| Kornel Saláta     | 4. ledna 1985      | ŠK Slovan Bratislava     |
| Martin Petráš     | 2. listopadu 1979  | Cesena FC                |
| Záložníci         |                    |                          |
| Zdeno Štrba       | 9. června 1976     | AO Xanthi                |
| Vladimír Weiss    | 30. listopadu 1989 | Bolton Wanderers FC      |
| Ján Kozák         | 22. dubna 1980     | FC Politehnica Timișoara |
| Stanislav Šesták  | 16. prosince 1982  | VfL Bochum               |
| Marek Sapara      | 31. července 1982  | MKE Ankaragücü           |
| Miroslav Stoch    | 19. října 1989     | FC Twente                |
| Marek Hamšík -    | 27. července 1987  | SSC Neapol               |
| Juraj Kucka       | 26. února 1987     | AC Sparta Praha          |
| Kamil Kopúnek     | 18. května 1984    | FC Spartak Trnava        |
| Útočníci          |                    |                          |
| Róbert Vittek     | 1. dubna 1982      | MKE Ankaragücü           |
| Filip Hološko     | 17. ledna 1984     | Beşiktaş JK              |
| Martin Jakubko    | 26. února 1980     | FK Saturn Ramenskoje     |
| Erik Jendrišek    | 26. října 1986     | 1. FC Kaiserslautern     |

## Skupina G

### Brazílie
Hlavní trenér:  Dunga

| Jméno          | Datum narození    | Klub                   |
| Brankáři       | Brankáři          | Brankáři               |
| -------------- | ----------------- | ---------------------- |
| Júlio César    | 3. září 1979      | FC Inter Milán         |
| Heurelho Gomes | 15. února 1981    | Tottenham Hotspur FC   |
| Doni           | 22. října 1979    | AS Řím                 |
| Obránci        |                   |                        |
| Maicon         | 26. července 1981 | FC Inter Milán         |
| Lúcio -        | 8. května 1978    | FC Inter Milán         |
| Juan           | 1. února 1979     | AS Řím                 |
| Michel Bastos  | 2. srpna 1983     | Olympique Lyon         |
| Dani Alves     | 6. května 1983    | FC Barcelona           |
| Luisão         | 13. února 1981    | Benfica Lisabon        |
| Thiago Silva   | 22. září 1984     | AC Milán               |
| Gilberto       | 25. dubna 1976    | Cruzeiro Esporte Clube |
| Záložníci      |                   |                        |
| Felipe Melo    | 26. června 1983   | Juventus FC            |
| Elano          | 14. června 1981   | Galatasaray SK         |
| Gilberto Silva | 7. října 1976     | Panathinaikos Athény   |
| Josué          | 19. července 1979 | VfL Wolfsburg          |
| Ramires        | 24. března 1987   | Benfica Lisabon        |
| Júlio Baptista | 1. října 1981     | AS Řím                 |
| Kléberson      | 19. června 1979   | CR Flamengo            |
| Útočníci       |                   |                        |
| Luís Fabiano   | 8. listopadu 1980 | Sevilla FC             |
| Kaká           | 22. dubna 1982    | Real Madrid            |
| Robinho        | 25. ledna 1984    | Santos FC              |
| Nilmar         | 14. července 1984 | Villarreal CF          |
| Grafite        | 2. dubna 1979     | VfL Wolfsburg          |

### Severní Korea
Hlavní trenér:  Kim Čong-hun

| Jméno           | Datum narození     | Klub                |
| Brankáři        | Brankáři           | Brankáři            |
| --------------- | ------------------ | ------------------- |
| Ri Mjong-guk    | 9. září 1986       | Pchjongjang City SC |
| Kim Mjong-gil   | 16. října 1984     | Amnokgang SC        |
| Kim Mjong-won   | 15. července 1983  | Amnokgang SC        |
| Obránci         |                    |                     |
| Čcha Čong-hjok  | 25. září 1985      | Amnokgang SC        |
| Ri Čun-il       | 24. srpna 1987     | Sobaeksu SC         |
| Ri Kwang-čchon  | 4. září 1985       | April 25 SC         |
| Či Jun-nam      | 20. listopadu 1976 | April 25 SC         |
| Pak Čchol-čin   | 5. září 1985       | Amnokgang SC        |
| Pak Nam-čchol   | 3. října 1988      | Amnokgang SC        |
| Nam Song-čchol  | 7. května 1982     | April 25 SC         |
| Ri Kwang-hjok   | 17. srpna 1987     | Kyonggongop SC      |
| Záložníci       |                    |                     |
| Pak Nam-čchol   | 2. července 1985   | April 25 SC         |
| Kim Kum-il      | 10. října 1987     | April 25 SC         |
| Mun In-guk      | 29. září 1978      | April 25 SC         |
| Kim Jong-čun    | 19. července 1983  | Pchjongjang City SC |
| An Jong-hak     | 25. října 1978     | Ómija Ardija        |
| Ri Čchol-mjong  | 18. února 1988     | Pchjongjang City SC |
| Kim Kjong-il    | 11. prosince 1988  | Rimyongsu SC        |
| Pak Sung-hjok   | 30. května 1990    | Sobaeksu SC         |
| Útočníci        |                    |                     |
| An Čchol-hjok   | 27. června 1987    | Rimyongsu SC        |
| Čong Te-se      | 2. března 1984     | Kawasaki Frontale   |
| Hong Jong-čo -  | 22. května 1982    | FK Rostov           |
| Čchoe Kum-čchol | 9. února 1987      | April 25 SC         |

### Pobřeží slonoviny
Hlavní trenér:  Sven-Göran Eriksson

| Jméno              | Datum narození     | Klub                             |
| Brankáři           | Brankáři           | Brankáři                         |
| ------------------ | ------------------ | -------------------------------- |
| Boubacar Barry     | 30. prosince 1979  | KSC Lokeren                      |
| Aristide Zogbo     | 30. prosince 1981  | Maccabi Netanya FC               |
| Daniel Yeboah      | 13. listopadu 1984 | ASEC Mimosas                     |
| Obránci            |                    |                                  |
| Benjamin Angoua    | 28. listopadu 1986 | Valenciennes FC                  |
| Arthur Boka        | 2. dubna 1983      | VfB Stuttgart                    |
| Kolo Touré         | 19. března 1981    | Manchester City FC               |
| Steve Gohouri      | 8. února 1981      | Wigan Athletic FC                |
| Siaka Tiéné        | 22. února 1982     | Valenciennes FC                  |
| Guy Demel          | 13. června 1981    | Hamburger SV                     |
| Emmanuel Eboué     | 4. června 1983     | Arsenal FC                       |
| Sol Bamba          | 13. ledna 1985     | Hibernian FC                     |
| Záložníci          |                    |                                  |
| Didier Zokora      | 14. prosince 1980  | Sevilla FC                       |
| Cheick Tioté       | 21. června 1986    | FC Twente                        |
| Jean-Jacques Gosso | 15. března 1983    | AS Monaco FC                     |
| Romaric            | 4. června 1983     | Sevilla FC                       |
| Emmanuel Koné      | 31. prosince 1986  | FC Internaţional Curtea de Argeș |
| Yaya Touré         | 13. května 1983    | FC Barcelona                     |
| Útočníci           |                    |                                  |
| Seydou Doumbia     | 31. prosince 1987  | BSC Young Boys                   |
| Salomon Kalou      | 5. srpna 1985      | Chelsea FC                       |
| Gervinho           | 27. května 1987    | Lille OSC                        |
| Didier Drogba -    | 11. března 1978    | Chelsea FC                       |
| Aruna Dindane      | 26. listopadu 1980 | Portsmouth FC                    |
| Abdul Kader Keïta  | 6. srpna 1981      | Olympique Lyon                   |

### Portugalsko
Hlavní trenér:  Carlos Queiroz

| Jméno               | Datum narození     | Klub                     |
| Brankáři            | Brankáři           | Brankáři                 |
| ------------------- | ------------------ | ------------------------ |
| Eduardo Carvalho    | 19. září 1982      | SC Braga                 |
| Beto                | 1. května 1982     | FC Porto                 |
| Daniel Fernandes    | 25. září 1983      | Iraklis Soluň            |
| Obránci             |                    |                          |
| Bruno Alves         | 27. listopadu 1981 | FC Porto                 |
| Paulo Ferreira      | 18. ledna 1979     | Chelsea FC               |
| Rolando             | 31. srpna 1985     | FC Porto                 |
| Duda                | 27. května 1980    | Málaga CF                |
| Ricardo Carvalho    | 18. května 1978    | Chelsea FC               |
| Miguel Monteiro     | 4. ledna 1980      | Valencia CF              |
| Ricardo Costa       | 16. května 1981    | Lille OSC                |
| Fábio Coentrão      | 11. března 1988    | Benfica Lisabon          |
| Záložníci           |                    |                          |
| Pedro Mendes        | 26. února 1979     | Sporting CP              |
| Simão Sabrosa       | 31. října 1979     | Atlético Madrid          |
| Miguel Veloso       | 11. května 1986    | Sporting CP              |
| Pepe                | 26. února 1983     | Real Madrid              |
| Raul Meireles       | 17. března 1983    | FC Porto                 |
| Tiago Mendes        | 2. května 1981     | Atlético Madrid          |
| Deco                | 27. srpna 1977     | Chelsea FC               |
| Útočníci            |                    |                          |
| Cristiano Ronaldo - | 5. února 1985      | Real Madrid              |
| Liédson             | 17. prosince 1977  | Sporting CP              |
| Danny               | 7. srpna 1983      | FK Zenit Sankt-Petěrburg |
| Rúben Amorim        | 27. ledna 1985     | Benfica Lisabon          |
| Hugo Almeida        | 23. května 1984    | Werder Brémy             |

## Skupina H

### Španělsko
Hlavní trenér:  Vicente del Bosque

| Jméno                   | Datum narození     | Klub            |
| Brankáři                | Brankáři           | Brankáři        |
| ----------------------- | ------------------ | --------------- |
| Iker Casillas -         | 20. května 1981    | Real Madrid     |
| Víctor Valdés           | 14. ledna 1982     | FC Barcelona    |
| Pepe Reina              | 31. srpna 1982     | Liverpool FC    |
| Obránci                 |                    |                 |
| Raúl Albiol             | 4. září 1985       | Real Madrid     |
| Gerard Piqué            | 2. února 1987      | FC Barcelona    |
| Carlos Marchena         | 31. července 1979  | Valencia CF     |
| Carles Puyol            | 13. dubna 1978     | FC Barcelona    |
| Joan Capdevila          | 3. února 1978      | Valencia CF     |
| Sergio Ramos            | 30. března 1986    | Real Madrid     |
| Álvaro Arbeloa          | 17. ledna 1983     | Real Madrid     |
| Záložníci               |                    |                 |
| Andrés Iniesta          | 11. května 1984    | FC Barcelona    |
| Xavi                    | 25. ledna 1980     | FC Barcelona    |
| Cesc Fàbregas           | 4. května 1987     | Arsenal FC      |
| Xabi Alonso             | 25. listopadu 1981 | Real Madrid     |
| Sergio Busquets         | 16. července 1988  | FC Barcelona    |
| Javi Martínez           | 2. září 1988       | Athletic Bilbao |
| David Silva             | 8. ledna 1986      | Valencia CF     |
| Útočníci                |                    |                 |
| David Villa             | 3. prosince 1981   | Valencia CF     |
| Fernando Torres         | 20. března 1984    | Liverpool FC    |
| Juan Manuel Mata        | 28. dubna 1988     | Valencia CF     |
| Pedro Rodríguez Ledesma | 28. července 1987  | FC Barcelona    |
| Fernando Llorente       | 26. února 1985     | Athletic Bilbao |
| Jesús Navas             | 21. listopadu 1985 | Sevilla FC      |

### Švýcarsko
Hlavní trenér:  Ottmar Hitzfeld

| Jméno                | Datum narození     | Klub                |
| Brankáři             | Brankáři           | Brankáři            |
| -------------------- | ------------------ | ------------------- |
| Diego Benaglio       | 8. září 1983       | VfL Wolfsburg       |
| Marco Wölfli         | 22. srpna 1982     | BSC Young Boys      |
| Johnny Leoni         | 30. června 1984    | FC Curych           |
| Obránci              |                    |                     |
| Stephan Lichtsteiner | 16. ledna 1984     | SS Lazio            |
| Ludovic Magnin       | 20. dubna 1979     | FC Curych           |
| Philippe Senderos    | 14. února 1985     | Everton FC          |
| Steve von Bergen     | 10. června 1983    | Hertha BSC          |
| Stéphane Grichting   | 30. března 1979    | AJ Auxerre          |
| Reto Ziegler         | 16. ledna 1986     | UC Sampdoria        |
| Mario Eggimann       | 24. ledna 1981     | Hannover 96         |
| Záložníci            |                    |                     |
| Benjamin Huggel      | 7. července 1977   | FC Basilej          |
| Tranquillo Barnetta  | 22. května 1985    | Bayer 04 Leverkusen |
| Gökhan Inler         | 27. června 1984    | Udinese Calcio      |
| Valon Behrami        | 19. dubna 1985     | West Ham United FC  |
| Marco Padalino       | 8. prosince 1983   | UC Sampdoria        |
| Hakan Yakin          | 22. února 1977     | FC Luzern           |
| Gelson Fernandes     | 2. září 1986       | AS Saint-Étienne    |
| Pirmin Schwegler     | 9. března 1987     | Eintracht Frankfurt |
| Xherdan Shaqiri      | 10. října 1991     | FC Basilej          |
| Útočníci             |                    |                     |
| Alexander Frei -     | 15. července 1979  | FC Basilej          |
| Blaise Nkufo         | 25. května 1975    | FC Twente           |
| Albert Bunjaku       | 29. listopadu 1983 | 1. FC Norimberk     |
| Eren Derdiyok        | 12. června 1988    | Bayer 04 Leverkusen |

### Honduras
Hlavní trenér:  Reinaldo Rueda

| Jméno               | Datum narození     | Klub                 |
| Brankáři            | Brankáři           | Brankáři             |
| ------------------- | ------------------ | -------------------- |
| Ricardo Canales     | 30. května 1982    | CD Motagua           |
| Noel Valladares     | 3. května 1977     | CD Olimpia           |
| Donis Escober       | 3. února 1981      | CD Olimpia           |
| Obránci             |                    |                      |
| Osman Chávez        | 29. července 1984  | Platense FC          |
| Maynor Figueroa     | 2. května 1983     | Wigan Athletic FC    |
| Jhony Palacios      | 20. prosince 1986  | CD Olimpia           |
| Víctor Bernárdez    | 24. května 1982    | RSC Anderlecht       |
| Óscar Boniek García | 4. září 1984       | CD Olimpia           |
| Mauricio Sabillon   | 11. listopadu 1978 | Chang-čou Lu-čcheng  |
| Emilio Izaguirre    | 10. května 1986    | CD Motagua           |
| Sergio Mendoza      | 23. května 1981    | CD Motagua           |
| Záložníci           |                    |                      |
| Hendry Thomas       | 23. února 1985     | Wigan Athletic FC    |
| Ramón Núñez         | 14. listopadu 1985 | CD Olimpia           |
| Wilson Palacios     | 29. července 1984  | Tottenham Hotspur FC |
| Jerry Palacios      | 13. května 1982    | Chang-čou Lu-čcheng  |
| Edgar Álvarez       | 18. ledna 1980     | SSC Bari             |
| Danilo Turcios      | 8. května 1978     | CD Olimpia           |
| Amado Guevara -     | 2. května 1976     | CD Motagua           |
| Útočníci            |                    |                      |
| Carlos Pavón        | 9. října 1973      | Real CD España       |
| David Suazo         | 5. listopadu 1979  | Janov CFC            |
| George Welcome      | 9. března 1985     | CD Motagua           |
| Roger Espinoza      | 25. října 1986     | Sporting Kansas City |
| Walter Martínez     | 28. března 1982    | CD Marathón          |

### Chile
Hlavní trenér:  Marcelo Bielsa

| Jméno            | Datum narození    | Klub                      |
| Brankáři         | Brankáři          | Brankáři                  |
| ---------------- | ----------------- | ------------------------- |
| Claudio Bravo -  | 13. dubna 1983    | Real Sociedad             |
| Miguel Pinto     | 4. července 1983  | Club Universidad de Chile |
| Luís Marín       | 18. května 1983   | Unión Española            |
| Obránci          |                   |                           |
| Ismael Fuentes   | 4. srpna 1981     | CD Universidad Católica   |
| Waldo Ponce      | 4. prosince 1982  | CD Universidad Católica   |
| Mauricio Isla    | 12. června 1988   | Udinese Calcio            |
| Pablo Contreras  | 11. září 1978     | PAOK Soluň                |
| Gary Medel       | 3. srpna 1987     | CA Boca Juniors           |
| Gonzalo Jara     | 29. srpna 1985    | West Bromwich Albion FC   |
| Záložníci        |                   |                           |
| Carlos Carmona   | 21. února 1987    | AS Reggina 1914           |
| Arturo Vidal     | 22. května 1987   | Bayer 04 Leverkusen       |
| Jorge Valdivia   | 19. října 1983    | Al Ajn FC                 |
| Marco Estrada    | 28. května 1983   | Club Universidad de Chile |
| Matías Fernández | 15. května 1986   | Sporting CP               |
| Gonzalo Fierro   | 21. března 1983   | CR Flamengo               |
| Rodrigo Millar   | 3. listopadu 1981 | Colo-Colo                 |
| Rodrigo Tello    | 14. října 1979    | Beşiktaş JK               |
| Útočníci         |                   |                           |
| Alexis Sánchez   | 19. prosince 1988 | Udinese Calcio            |
| Humberto Suazo   | 10. května 1981   | Real Zaragoza             |
| Mark González    | 10. července 1984 | PFK CSKA Moskva           |
| Jean Beausejour  | 1. června 1984    | Club América              |
| Fabián Orellana  | 27. ledna 1986    | Xerez CD                  |
| Esteban Paredes  | 1. srpna 1980     | Colo-Colo                 |